# Fajã da Ponta Ruiva
A Fajã da Ponta Ruiva é uma Fajã localizada no concelho de Santa Cruz das Flores, ilha das Flores, arquipélago dos Açores.
Esta fajã tem nas suas proximidades o promontório da Ponta Ruiva que lhe dá abrigo do vento e das fortes ondas do Oceano Atlântico, permitindo-lhe assim um microclima ameno. Sobranceira às terras desta fajã elevam-se falésias de elevada altitude, rondando os 400 e 300 metros. Junto desta formação encontra-se ainda a Baía da Ponta Ruiva onde se localiza o Ilhéu do Pão de Açúcar e o acidente geológico das Agulhas.
Por esta fajã passa um dos Percurso pedestre do concelho de Santa Cruz das Flores